# Int'o rione
Int'o rione è un brano musicale del gruppo hip hop italiano Co'Sang, terza traccia del primo album in studio Chi more pe' mme, pubblicato nel 2005.

## Descrizione
Int'o rione è la traccia più famosa del gruppo partenopeo.
Il brano contiene un campionamento da "La valse d'Amélie", brano contenuto ne Il favoloso mondo di Amélie, colonna sonora dell'omonimo film.

## Video musicale
Il video è stato pubblicato il 1º aprile 2006 sul canale YouTube dei Co'Sang.